# Association française d'archéologie mérovingienne
 (août 2016).
L'Association française d'archéologie mérovingienne (abrégée en AFAM) est une association française et internationale regroupant principalement des archéologues, professionnels et étudiants. Elle organise chaque année des colloques annuels : les Journées internationales d'archéologie mérovingienne autour d'un thème général et d'un thème régional. 

## Histoire
Créée au Musée Carnavalet (Paris) en 1979, elle eut successivement pour président Michel Fleury (1979-1981), Gilbert Delahaye (1981-1982) et Patrick Périn (1982-1994). Depuis 2014, elle possède une double présidence assurée par Edith Peytremann et Laurent Verslype.

## Édition et publication
Un des objectifs déclarés depuis son origine est la diffusion des connaissances relatives à l'archéologie mérovingienne et la promotion des travaux des chercheurs.
Elle édite chaque année un fascicule intitulé : bulletin de liaison de l'A.F.A.M. qui reprend les résumés des communications des Journées. 
Elle publie également des bulletins hors série et une collection intitulée : Mémoires de l'Association française d'archéologie mérovingienne (ou Mémoires de l'AFAM), qui rassemble des études monographiques, thématiques et des actes de colloques.